# Elisabeth Ackermann (Schauspielerin)
Elisabeth Ackermann (* 11. September 1938 in Herne) ist eine deutsche Schauspielerin.

## Leben und Wirken
Elisabeth Ackermann erhielt ihre Schauspielausbildung in Köln und gab in derselben Rhein-Metropole auch ihr Bühnendebüt. Anschließend wirkte sie an mehreren Hamburger Bühnen, gab aber auch Gastspiele. Es folgten ab 1967 Angebote von Film, Hörfunk und Fernsehen. Außerdem verdingte sie sich als Synchronsprecherin. Elisabeth Ackermann war mit dem Regisseur Carlheinz Caspari verheiratet und hat einen Sohn.

## Filmografie
- 1967: Im Flamingo-Club
- 1967: Der Tag, an dem die Kinder verschwanden
- 1968: Cliff Dexter (TV-Serie, eine Episode)
- 1968: Bübchen
- 1968: Novemberverbrecher
- 1969: Aus dem Alltag in der DDR
- 1969: Der Schelm von Istanbul (Fernsehfilm)
- 1969 Percy Stuart (TV-Serie, eine Folge)
- 1969: Das gelbe Haus am Pinnasberg
- 1970: Die Barrikade
- 1972: Die Fremde
- 1979: Jenseits von Schweden
- 1980: Tatort: Hände hoch, Herr Trimmel!
- 1982: Tatort: Trimmel und Isolde
- 1984: Der Tambour
- 1986: Finkenwerder Geschichten